# SG Hamburg-Nord
Die SG Hamburg-Nord ist eine Spielgemeinschaft aus den Handball-Abteilungen der drei Stammvereine SC Poppenbüttel, TSV Sasel und TSV DuWo 08, die am 1. Mai 2005 gegründet wurde. Die Spielgemeinschaft hat über 600 Jugendspieler und ist damit Hamburgs größter Handballverein. Mit ihren über 800 Mitgliedern ist die SG auch die größte Handballspielgemeinschaft Deutschlands, sie spielt im Hamburger Handball-Verband. Es besteht seit dem Schuljahr 2019/20 eine Schulkooperation als Partnerschule des Nachwuchsleistungssports mit dem Hamburger Carl-von-Ossietzky-Gymnasium.
Die 1. Herren spielte zwischen 2022 und 2024 in die 3. Liga. In den Spielzeiten 2010/11 und 2011/12 nahm die SG Hamburg-Nord am DHB-Pokal teil. Die männliche A-Jugend und die weibliche A-Jugend haben sich seit der Saison 2023/24 für die Jugendbundesliga qualifiziert. In der Saison 2024/25 spielt die weibliche B-Jugend ebenfalls in der Jugendbundesliga.

## Handballtrainer
- Adrian Wagner
- Erik Wudtke

## Handballspieler
- Tim-Oliver Brauer
- Kevin Herbst

### Nationalspieler
- Lea Rühter[7]